# 尹飞虎
尹飞虎（1954年12月—），男，汉族，湖南平江人，中国滴灌水肥专家，新疆农垦科学院党委书记、副院长、研究员，中国工程院院士。